# Libertarianism

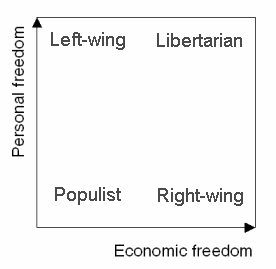
Diagrama Nolan: spectrul politic în două dimensiuni [Diagrama este incorecta - "Populist" trebuie inlocuit cu "Authoritarian". Ca aici: https://en.wikipedia.org/wiki/Nolan_Chart#/media/File:Simplified_Nolan_chart_political_compass.png

În sens larg, libertarianismul este o doctrină politică care susține drepturile indivizilor de a achiziționa, păstra și schimba propriile bunuri. Unele școli susțin un stat al cărui rol unic este apărarea drepturilor de proprietate, altele susțin că și acest rol ar putea fi îndeplinit de către o piață liberă. Într-un sens strict, libertarianismul este o doctrină care susține că oamenii se dețin pe ei înșiși pe deplin și au capacitatea de a avea drepturi de proprietate asupra obiectelor exterioare.

## Doctrină
Regula centrală a doctrinei libertariene este axioma non-agresiunii, adică regula conform căreia drepturile de proprietate ale tuturor trebuie, sistematic, respectate. De aceea libertarienii sunt susținători fervenți ai proprietății private, din care ei văd ca decurgând toate celelalte libertăți.
Astfel, libertarienii se opun legilor ce restrâng activități personale sau consensuale. În practică, favorizează liberalizarea deplină a tuturor prohibițiilor de tipul muncii sexuale, consumului de droguri sau practicării jocurilor de noroc.
Libertarienii nu acceptă anumite obligații legislative, deoarece contravin dreptului de proprietate a individului asupra corpului său. De exemplu, deși majoritatea libertarienilor ar fi de acord că purtarea centurii de siguranță este un lucru bun, aceștia ar respinge o lege care să oblige la purtarea centurii de siguranță.
În materie de economie, libertarienii doresc intervenții cât mai reduse din partea statului; un exemplu ar fi eliminarea finanțării asigurărilor sociale prin impozite. Unii sustin ca orice formă de impozitare este, prin definiție, o preluare coercitivă a bunurilor altora și, prin urmare, constituie o agresiune și nu ar trebui normativ să existe.

## Istoric
Filozofic, libertarianismul își are originea în liberalismul clasic al secolului al XIX-lea.
Ideile libertariene au fost revigorate de către gânditori libertarieni în cea de-a doua jumătate a secolului XX, precum  Ludwig von Mises, Friedrich Hayek, Ayn Rand, Milton Friedman, Murray Rothbard, Robert Nozick și David Friedman.

## Critică
Criticii libertarianismului consideră că ideile libertariene de libertate personală și libertate economică sunt imposibil de susținut. Criticii din partea stângii argumentează că capitalismul de tip laissez-faire conduce la inegalitate socială, sărăcie, și la imunitatea celor bogați în fața legii. Dreapta se concentrează asupra chestiunilor de tradiție și moralitate, argumentând că libertatea prea largă încurajează comportamentele indecente și imorale, și subminează religia. 
Contra-argumentele libertariene se axează pe presupunerea că, într-o economie perfect liberă, chiar și cei mai săraci ar avea un nivel de trai mult mai ridicat decât în societățile neo-liberale sau socialiste. În plus, ei susțin că libertatea economică deplină nu împiedică existența societăților filantropice care să se preocupe de soarta celor defavorizați; astfel, donațiile personale și activitățile filantropice ar fi o modalitate mult mai corectă de întrajutorare decât asigurările sociale obligatorii.